# 威廉·施罗伊夫
威廉·施罗伊夫（1931年8月2日—2007年9月1日），斯洛伐克男子足球运动员，司职守门员。他曾代表捷克斯洛伐克参加1954年、1958年和1962年国际足联世界杯，其中1962年世界杯获得亚军。